# Helga Daub
Pour les articles homonymes, voir Daub (homonymie).
Helga Daub (Elberfeld, 12 juin 1942) est une femme politique allemande. 